# Plakieta

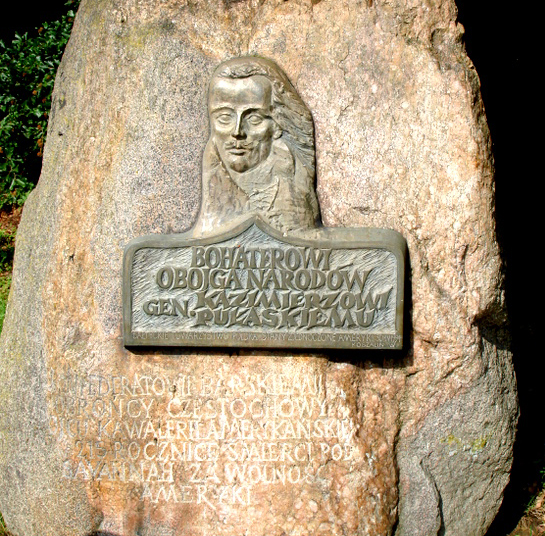
Plakieta upamiętniająca gen. Kazimierza Pułaskiego na głazie narzutowym w Koszalinie

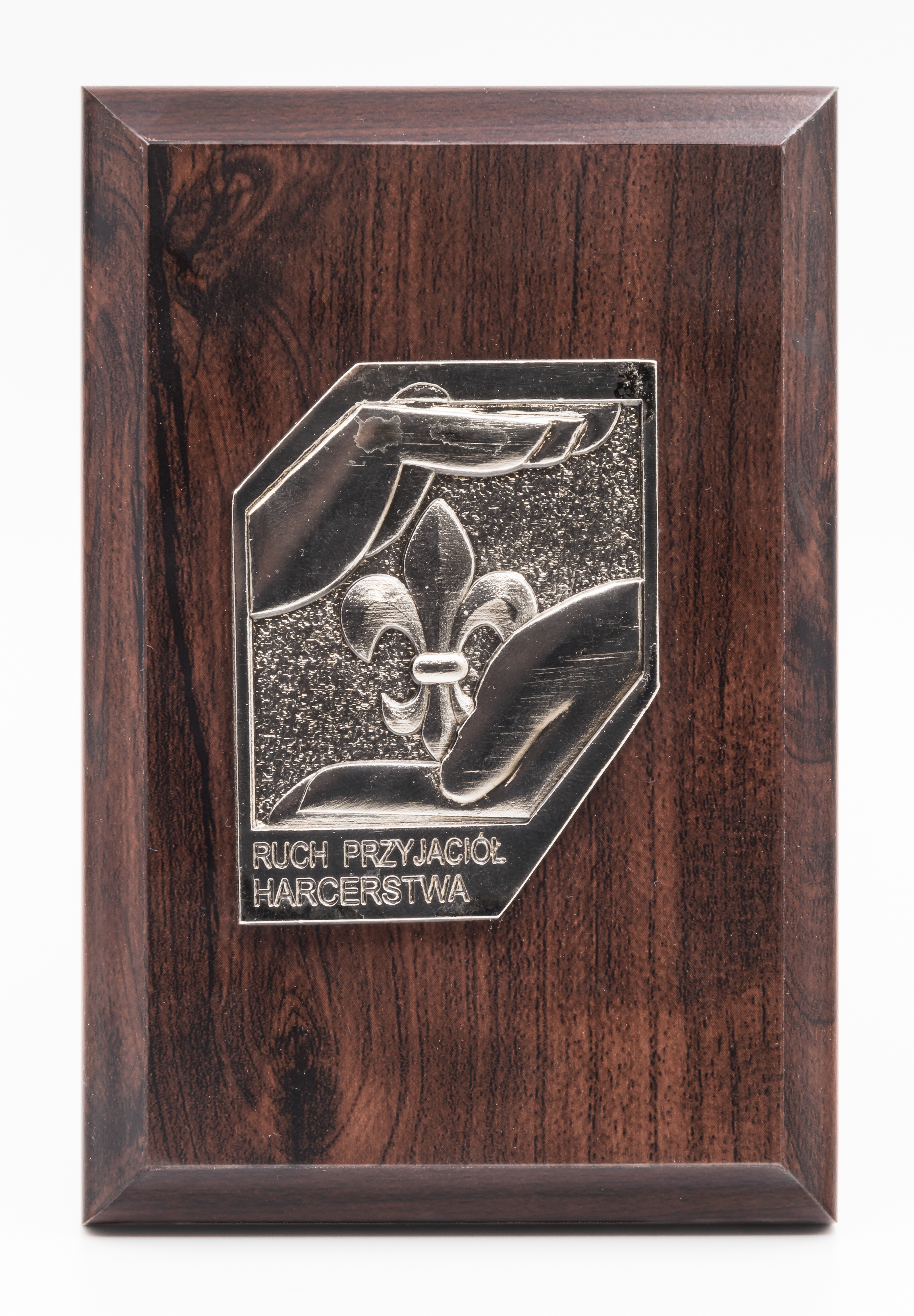
Plakieta Ruchu Przyjaciół Harcerstwa

Plakieta – ozdobna płytka służąca do zdobienia przedmiotów rzemiosła artystycznego. Ma kształt wielokątny, najczęściej prostokątny. Może być wykonana z metalu, ceramiki, mozaiki lub kości słoniowej. Jest zdobiona ornamentem malarskim bądź reliefowym. Mimo że służy do nakładania na inne, większe przedmioty, często sama w sobie stanowi odrębny przedmiot artystyczny. Używa się również określenia plakietka do podobnego przedmiotu, który pełni funkcję medalu. Od samego medalu różni się jednak tym, że medal jest okrągły lub owalny.